# دادمحمد نورستانی
دادمحمد نورستانی (زاده: ۱۳۳۶ ولسوالی نورگرام، ولایت نورستان) سیاست‌مدار افغانستانی و نماینده مردم نورستان در دوره پانزدهم مجلس نمایندگان افغانستان است.

## زندگی‌نامه
دادمحمد نورستانی متولد ۱۳۳۶ از ولسوالی نورگرام ولایت نورستان افغانستان است. وی دارای تحصیلات تا مقطع ثانوی/راهنمایی است.

## دیگر فعالیت‌ها
- فرمانده حوزه ابوبکر صدیق در دوره جهاد.[۱]
- فرمانده غند/هنگ ۵۹۱ وزارت دفاع و فرقه/لشکر ۲۸ پیاده ولایت نورستان.[۱]